# Oberkirch (Baden)
Oberkirch är en stad  i västra Baden-Württemberg i Tyskland, omkring 12 kilometer nordost om Offenburg. Folkmängden uppgår till cirka 20 000 invånare, på en yta av 69 kvadratkilometer. Den är efter kretsstaden Offenburg och städerna Lahr/Schwarzwald, Kehl och Achern den femte i storleksordning i Ortenaukreis.
Sedan den 1 januari 2004 är Oberkirch stor kretsstad. Med staden Renchen och kommunen Lautenbach har staden förvaltningsgemenskapen Oberkirch.

## Vänorter
Oberkirch är vänort med följande städer:
- Draveil, Frankrike sedan 1971
- Haverfordwest, Wales, Storbritannien sedan 1989
- Oosterzele i Flandern, Belgien, sedan 1991

Dessutom har man utbyggda kontakter med Oberkirch (Kanton Luzern) i Schweiz och Radeberg i Sachsen.